# Krummhardt
Krummhardt ist ein Ortsteil der baden-württembergischen Gemeinde Aichwald bei Esslingen am Neckar im Landkreis Esslingen. Zurzeit hat es zirka 754 Einwohner.

## Geschichte
Krummhardt wird erstmals 1452 als Krummenhart genannt. Die Truchsessen von Stetten waren im 15. Jahrhundert die Ortsherren. 1452 erwarb Graf Ulrich V. von Württemberg die Ortsherrschaft. Bereits 1500 gehörte der Weiler zu Aichschieß. Krummhardt wurde im Zuge der Gemeindereform in Baden-Württemberg am 1. Januar 1974 als Ortsteil von Aichschieß nach Aichwald eingemeindet.

## Kultur und Sehenswürdigkeiten

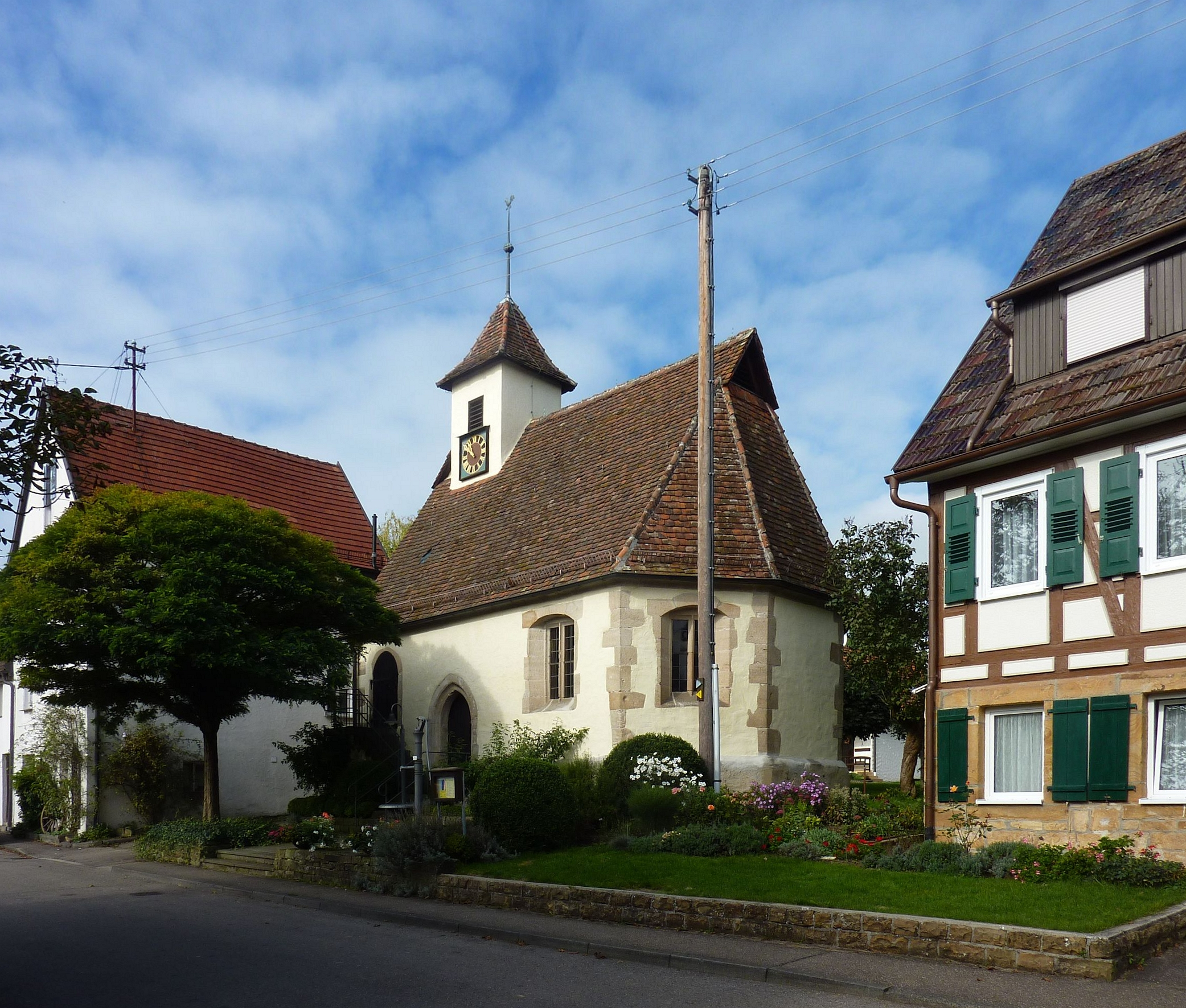
Kirche Krummhardt

In Krummhardt gibt es mit der evangelischen Dorfkirche ein mittelalterliches Gotteshaus im Stil des Bauernbarocks.

## Wirtschaft
In Krummhardt besteht ein kleiner Dorfladen, der vom Krummhardter Dorflädle e.V. betrieben wird. Alle zwei Jahre findet im August auf einem Sonnenblumenfeld am Dorfrand das überregional bekannte Goldgelb Festival statt, welches vom Kulturverein Krummhardt organisiert wird.

## Verkehr
Krummhardt ist mit dem restlichen Teil von Aichwald (Schanbach, Aichschieß, Aichelberg und Lobenrot) mit dem Bürgerbus Aichwald über die K 1212 verbunden. Zudem ist Krummhardt mit der Haltestelle Krummhardt Ort mit der Buslinie 114 zwischen Esslingen am Neckar und Endersbach verbunden.